# São José (Aracaju)
São José é um bairro da Zona Sul de Aracaju. Limita-se, ao norte, com o Centro, a leste, com o Rio Sergipe, a oeste, com a Suissa e o Salgado Filho, e, ao sul, com o 13 de Julho.

## Topônimo
Bairro São José é um dos bairros mais tradicionais da cidade de Aracaju, capital do estado brasileiro de Sergipe. Seu topônimo deriva da Paróquia de São José, da qual o santo é padroeiro do bairro, refletindo a forte influência religiosa em sua formação.
Localizado na zona centro-sul da capital, o bairro se destaca por sua infraestrutura completa e sua vitalidade comercial, sendo um dos núcleos urbanos mais antigos e importantes da cidade.

## Lazer e Cultura
O Bairro São José oferece diversas opções de lazer e espaços culturais para seus moradores e visitantes. Entre os principais pontos de interesse, destaca-se a Praça Tobias Barreto, que serve como ponto de encontro e área verde.

## Formação e ocupação
O São José é resultado da fusão de duas antigas localidades:
Fundição, situada ao sul do Centro da cidade, margeando o rio Sergipe, onde ficava o depósito de inflamáveis e a sede dos primeiros clubes de regatas da cidade, o Cotinguiba Esporte Clube, o Clube Sportivo Sergipe, ambos de 1909 e o Iate Clube de Aracaju, de 1953.
Bariri, área pantanosa situada nas proximidades do Carro Quebrado, atual Salgado Filho, onde havia riachos que foram aterrados e canalizados. Esta área compreende o entorno da paróquia São José e do Hospital São Lucas.
Com a expansão da cidade de Aracaju após a década de 1940, o São José passa a ser um local de referência de pessoas da alta sociedade de Aracaju que queriam suas residências um pouco mais afastadas do Centro, que começava a se tornar cada vez mais comercial. Diversos casarões e mansões são erguidos na localidade, infelizmente nos tempos atuais poucos sobraram para testemunhar essa história, visto que Aracaju, talvez por ser uma cidade jovem de pouco mais de 150 anos, não ter ainda a cultura de preservar o seu patrimônio arquitetônico.

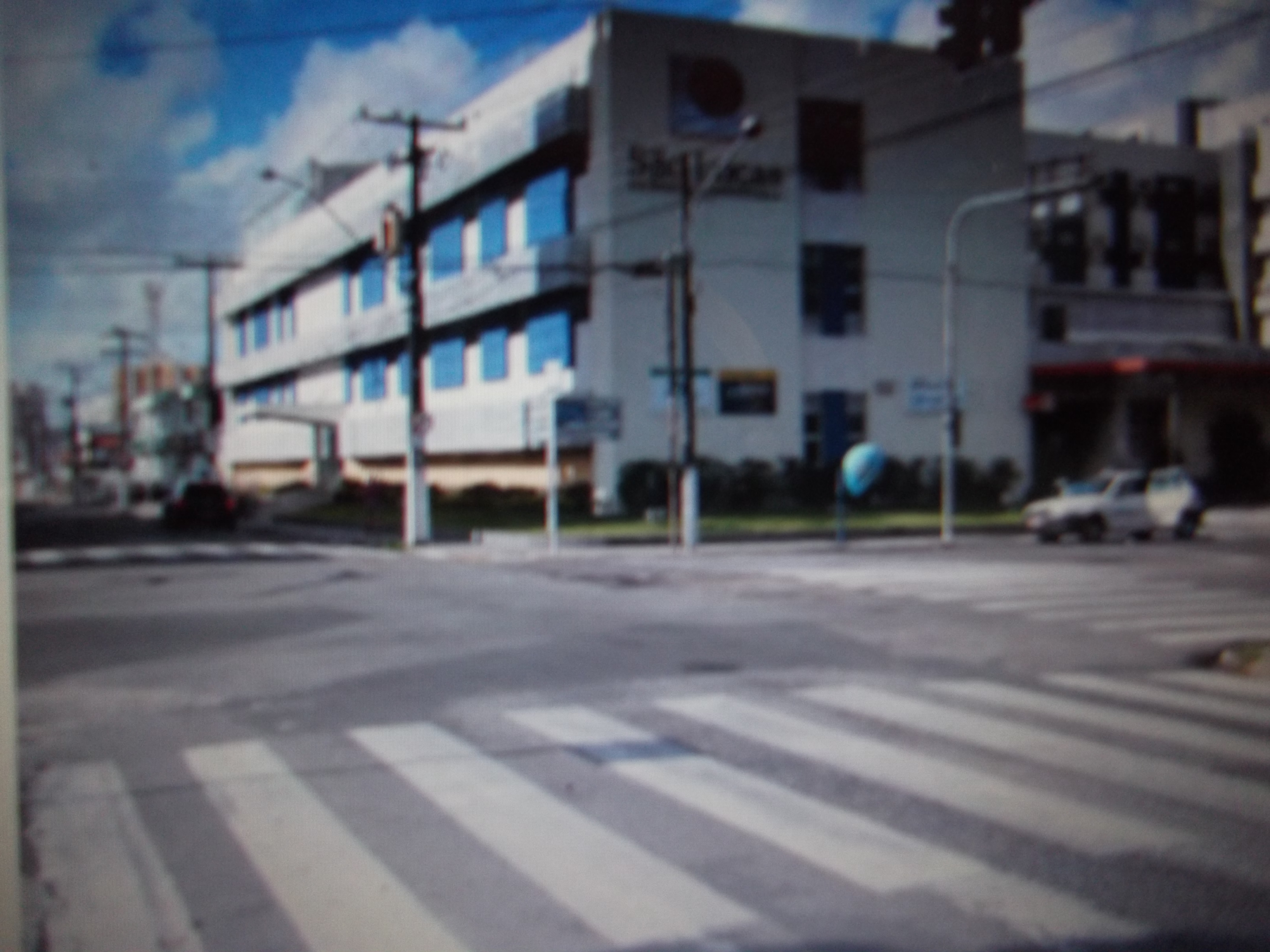
Cruzamento da Avenida Augusto Maynard com Rua Guilhermino Resende, São José, Aracaju-SE, 2013

Os aterramentos intensificam-se a partir da década de 1950, surgem praças, ruas são calçadas e é inaugurado o Estádio Estadual de Aracaju. Em 1969 ele é reformado e ampliado passando a se chamar Estádio Estadual Lourival Baptista, ou simplesmente Batistão como é mais conhecido.
A partir da década de 1970 a cidade sofre um novo processo de expansão mais ao sul e o São José começa a sofrer mudanças sócio-espaciais. Médicos, advogados, arquitetos e outros estratos sociais que residiam no bairro passam a morar na 13 de Julho, Atalaia, Grageru, Inácio Barbosa, dentre outros. Suas antigas residências dão lugar a escritórios de advocacia, engenharia e arquitetura, mas principalmente clínicas e hospitais, sendo este o principal setor de serviços do São José, que recebe todos os dias milhares de pessoas da capital e interior em busca de consultas, tratamentos e cirurgias nas centenas de casas de saúde existentes no bairro.
Outra tendência do bairro é no setor educacional, algumas das escolas mais tradicionais da cidade estão situadas no São José, a exemplo do Escola do SESC, Colégio Atheneu Sergipense e Colégio Dom Luciano Cabral Duarte.
Os núcleos residenciais que ainda persistem encontram-se cada vez mais pressionados por essa tendência comercial. Em grande parte os moradores dessas casas e edifícios são pessoas idosas que resistem a sair da localidade, agitada pelo dia, mas muito tranquila durante o período noturno.

## Transporte Público
O transporte público em Aracaju é operado principalmente por ônibus, sob a gestão da SMTT (Superintendência Municipal de Transporte e Trânsito). A tarifa do transporte público foi congelada em R$ 4,50 para todo o ano de 2025. Além disso, a prefeitura tem investido na modernização da frota, com a incorporação de ônibus com ar-condicionado e Wi-Fi.
O São José é um bairro de corredor obrigatório para diversas linhas que se deslocam para a zona sul de Aracaju.

## Principais Logradouros
- Avenida Barão de Maruim.
- Avenida Ivo do Prado.
- Avenida Augusto Maynard.
- Avenida Gonçalo Prado Rollemberg.
- Avenida Hermes Fontes.
- Rua Zaqueu Brandão.
- Rua Itabaiana.
- Rua Dom José Tomaz.